# Світле (Обухівський район)

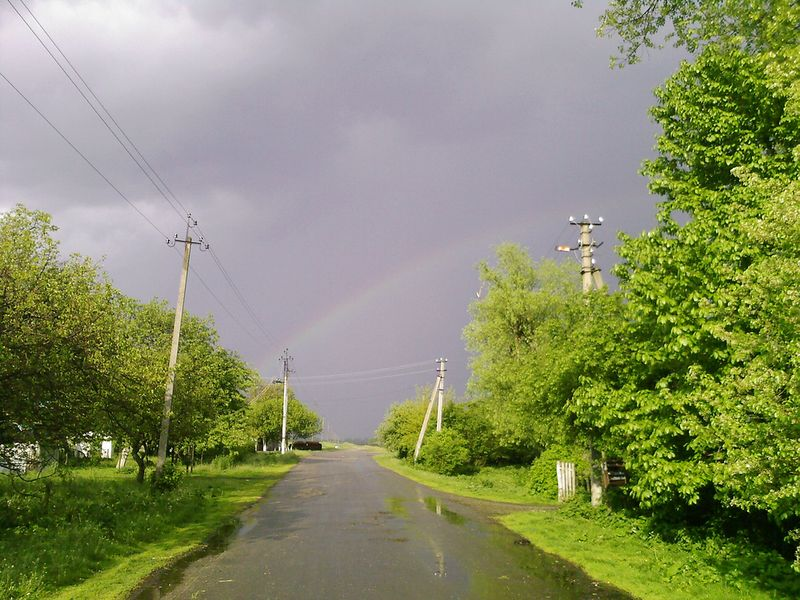
У селі після дощу, травень 2008 року

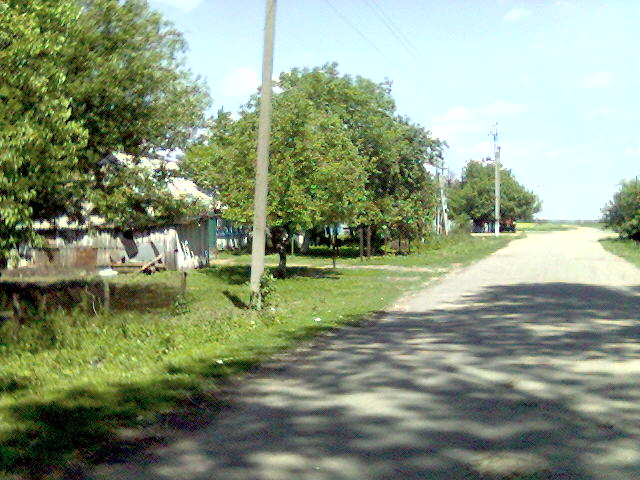
У центрі села

Сві́тле (колишня назва — Вербова) — село в Україні, в Обухівському районі Київської області.
Колись тут існував хутір Вербів, заснований Потоцьким. Та історія сучасного села почалася 1921 року створенням відділення «Вербова» Миронівського бурякорадгоспу. 1939 року це відділення було підпорядковане Коритищанській сільській раді. Лише 1971 року відділення було перейменоване на село Світле і відтоді існує як окремий населений пункт.
До 21 травня 1991 року входило до складу Зеленьківської сільської ради.
Розташоване у мальовничій місцевості вздовж траси Київ — Дніпропетровськ, поруч сіл Польове і Зеленьки (також у в Миронівському районі)
Населення села становить близько 150 осіб (за даними перепису 2001 року). У теперішній час (2009) — за свідченнями жителів села, в селі перебуває 150 осіб, зареєстрованого населення в селі 183 особи (за інформацією з Полівської сільської ради).
Село складається з 2 вулиць.